# Geitonoplesium cymosum
Geitonoplesium cymosum là một loài thực vật có hoa trong họ Philesiaceae. Loài này được (R.Br.) A.Cunn. ex R.Br. miêu tả khoa học đầu tiên năm 1832.